# Pierre Bossus
Pierre Bossus (né le 10 août 1935 à Genève, mort le 10 juin 2000, à Genève) était un alpiniste suisse, président de l'Union internationale des associations d'alpinisme (UIAA) de 1976 à 1984 et auteur de guides de montagne.

## Vie et activités
Bossus a fréquenté la section latine du Collège de Genève où il a obtenu sa maturité en 1954. Il a ensuite étudié à la Faculté des sciences de l'Université de Genève. Il a rejoint la section du Club alpin suisse (CAS) de Genève et a été membre du conseil d'administration en 1958,.
En juillet 1968, il a dirigé l'expédition Genève-Groenland au Groenland, qui a effectué neuf premières ascensions sur la péninsule d'Akuliaruseq au nord d'Umanak, dans l'Ouest du Groenland.
Bossus, en tant que directeur exécutif de l'UIAA, et le président de l'UIAA de l'époque, Jean Juge, se sont rendus dans le Pamir en 1974 pour visiter le camp de l'expédition internationale, accompagnés de Vitali Abalakov.
Il a été président de l'UIAA de 1976 à 1984. En 1977, il a participé à la 23e réunion de la Commission internationale pour le sauvetage alpin CISA, où il a convenu d'une convention sur la répartition des tâches entre la CISA et l'UIAA. Les préoccupations relatives aux effets sociaux et écologiques des treks et des expéditions dans les grandes chaînes de montagnes ont conduit à la déclaration de l'UIAA de Katmandou en 1982.
Pendant de nombreuses années, il a écrit des reportages de voyage et produit des guides de club et d'escalade pour les Alpes franco-suisses.

## Publications
- Guide des Préalpes franco-suisses : chaîne frontière entre le Valais et la Haute-Savoie, 1964 et 1979
- Le guide du Salève de Bossus et Briquet de 1965, Librairie Briquet, Genève, 1965[7]
- Guide des varappes du Salève : publié à l'occasion du Centenaire de la section genevoise du CAS, 1865–1965, Tourenführer, Librairie Briquet, Genève, 1965
- « Nouveau refuge du Mischabeljoch », Les Alpes : bulletin mensuel du Club alpin suisse, 1966
- Report Officiels de l’Expédition 1968 au Groenland, 1968
- Les Aiguilles Rouges : Perrons, Fis, massifs de Colonné et de Platé, Arthaud, Paris, 1974  (ISBN 978-2-7003-0026-0)[8]
- The First Fifty Years of the UIAA, UIAA, Genève, 1982[9]
- Les Cinquante premières années de l'Union internationale des associations d'alpinisme, UIAA, Genève, 1982
- Randonnées au Salève: description de 53 itinéraires, éditions Club alpin suisse Section genevoise, 1984[10]